# Climacteris
A Climacteris a madarak osztályának verébalakúak (Passeriformes) rendjébe és az ausztrálfakusz-félék (Climacteridae) családjába tartozó nem.

## Rendszerezésük
A nemet Coenraad Jacob Temminck írta le 1820-ban, jelenleg az alábbi 5 faj tartozik ide:
- vörösszemű ausztrálfakusz (Climacteris erythrops)
- aranytükrös ausztrálfakusz (Climacteris affinis)
- rozsdáshasú ausztrálfakusz (Climacteris rufus)
- barna ausztrálfakusz (Climacteris picumnus)
- feketefarkú ausztrálfakusz (Climacteris melanurus)

## Előfordulásuk
Ausztrália területén honosak. A természetes élőhelyük szubtrópusi és trópusi erdők, szavannák és cserjések. Állandó, nem vonuló fajok.

## Megjelenésük
Testhosszuk 14–19 centiméter közötti.

## Életmódjuk
Hangyákkal és rovarokkal táplálkoznak.